# گودزیلا، سلطان هیولاها!
گودزیلا، سلطان هیولاها! (انگلیسی: Godzilla, King of the Monsters!) فیلمی ژاپنی-آمریکایی در سبک کایجو و علمی–تخیلی به کارگردانی تری او. مورس و ایشیرو هوندا است که در سال ۱۹۵۶ منتشر شد. از بازیگران آن می‌توان به ریموند بر، آکیرا تاکارادا و تاکاشی شیمورا اشاره کرد.